# Sinização
Sinização (chinês: 汉化, pinyin: Hànhuà), também designado de chinização (chinês: 中国化, pinyin: Zhōngguóhuà), é o processo no qual sociedades ou grupos que não são chineses são assimilados dentro da cultura chinesa - particularmente a língua, normas sociais, práticas culturais e identidade da principal etnia da China: os Han. Em linguística, o termo é usado para se referir especificamente à transliteração e, neste contexto, a "sinização" está correlacionada com a romanização.
Num sentido mais amplo, "sinização" pode referir-se a políticas de aculturação, assimilação ou imperialismo cultural de culturas vizinhas para a China, dependendo das relações políticas históricas. Isto reflete-se historicamente na esfera cultural da Ásia Oriental, nomeadamente sobre a Coreia, Vietname e Japão, como por exemplo, na adopção da cultura literária chinesa.

## Tibete
No Tibete, o proceso de sinização, que têm sido evidente desde a anexação do Tibete pela República Popular da China em 1950-51, foram facilitadas por uma série de reformas econômicas, sociais, culturais, religiosas e políticas que foram introduzidas no Tibete pelo governo chinês. Os críticos citam a migração patrocinada pelo governo de um grande número de chineses han para a Região Autônoma do Tibete como um dos principais componentes da sinicização.
De acordo com o governo do Tibete no exílio, a política chinesa resultou no desaparecimento de elementos da cultura tibetana; isso foi chamado de "genocídio cultural". O governo no exílio disse que as políticas pretendem tornar o Tibete uma parte integrante da China e controlar o desejo de autodeterminação tibetana. O 14º Dalai Lama e a Administração Central do Tibete caracterizaram os programas de Sinicização como genocídio ou limpeza cultural. O governo chinês afirma que suas políticas beneficiaram o Tibete e que as mudanças culturais e sociais são consequências da modernização. De acordo com o governo, a economia do Tibete se expandiu; serviços e infraestrutura aprimorados melhoraram a qualidade de vida dos tibetanos, e a língua e a cultura tibetanas foram protegidas.